# Luben
Luben (makedonska: Лубен) är ett berg i Nordmakedonien.   Det ligger i kommunen Kičevo, i den sydvästra delen av landet, 70 kilometer söder om huvudstaden Skopje. Toppen på Luben är 1 744 meter över havet.